# Örnbergstjärnarnas naturreservat
Örnbergstjärnarnas naturreservat är ett naturreservat i Ljusdals kommun i Gävleborgs län.
Området är naturskyddat sedan 2022 och är 96 hektar stort. Reservatet ligger söder om Tandsjöborg och omfattar Örnbergets nordöstra med  tallskogar, barrblandskogar samt mindre våtmarker.